# كيم راسيل
كيم راسيل (بالإنجليزية: Kym Russell)‏ هو لاعب كرة قدم أسترالية أسترالي، ولد في 11 أبريل 1968.

## وصلات خارجية
- كيم راسيل على موقع AustralianFootball.com (الإنجليزية)
- كيم راسيل على موقع AFLtables.com (الإنجليزية)